# Agatirno

Mapa de algunas de las ciudades de Sicilia en la Antigüedad. Agatirno estaba ubicada en el norte de la isla.

Agatirno (griego Ὰγάθυρνον) fue una ciudad del noreste de Sicilia entre Tíndaris y Caronia, cerca del actual Capo d'Orlando. Se atribuye su nombre a Agatirno hijo del dios Eolo.  El geógrafo griego Estrabón dice que era una pequeña villa situada a unas 30 millas de Tíndaris. Esteban de Bizancio se refiere a ella como polis.
Durante la segunda guerra púnica se convirtió en la sede de un grupo organizado de bandidos que saqueaban las cercanías y fueron sometidos por el cónsul Marco Valerio Levino el 210 a. C., en que se establecieron cuatro mil en Rhegio. Probablemente entonces la ciudad fue privada de los derechos municipales porque no es mencionada por Cicerón, pero Estrabón dice que fue una de las ciudades subsistentes de la parte norte de Sicilia, y aparece también en Claudio Ptolomeo y en el Itinerario de Antonino.
Se han hallado algunos restos arqueológicos de los siglos V al III a. C. de la ciudad y del cementerio. No acuñó monedas, pero en las monedas de bronce del siglo IV a. C, de Tíndaris, figura en el anverso ΤΥΝΔΑΡΙΣ y en el reverso ΑΓΑΦΥΡΝΟΣ, que puede revelar algún tipo de relación entre ambas ciudades.